# 王式廉
王 式廉（ワン・シンニョム、朝鮮語: 왕 식렴、生年不明 - 949年旧暦1月7日）は新羅末期の門閥貴族。高麗の王建の従弟。

## 人物
軍部書史に始まり、種々の官職を歴任した。平壌都護府に任じられた後、安水嶺（現在の平安南道价川市）や興徳鎮（現在の平安南道順川市）などに城を築き、永く西京を守護し、軍を率いて入京し、王建の即位に協力した。945年には定宗の命により、咸規の反乱を鎮圧している。これにより、開国の功臣に列した。諡号は威靜。

## 家系
- 王帝建
  - 王隆
    - 太祖王建

  - 王平達
    - 王式簾